# Monika Pełka-Fedak
Monika Pełka-Fedak (ur. 3 stycznia 1978 w Krakowie) – polska piłkarka ręczna, grająca na pozycji rozgrywającej. Występowała w reprezentacji Polski.

## Kariera zawodnicza
Karierę sportową rozpoczęła w rodzinnym Krakowie, w drużynie SKS Kusy. Następnie przeszła do Cracovii, z którą wywalczyła awans do ekstraklasy. Po dobrych występach w barwach krakowskiego zespołu została wypatrzona przez szkoleniowców Zgody Ruda Śląska, gdzie zdecydowała się kontynuować karierę sportową. W 2000 przeszła do Startu Elbląg, w którym występowała do 2011 (z przerwą na urlop macierzyński w sezonie 2007/08) w ekstraklasie, pełniąc rolę kapitan drużyny. Po zakończeniu sezonu 2010/11 elbląski klub rozwiązał z zawodniczką kontrakt. W lipcu 2011 Pełka-Fedak podpisała umowę z występującym w niemieckiej lidze regionalnej (III liga) TV Grenzach.

## Sukcesy
2005: II miejsce w Pucharze Polski (Start Elbląg)
1997: awans do ekstraklasy (Cracovia)